# Khusrov II

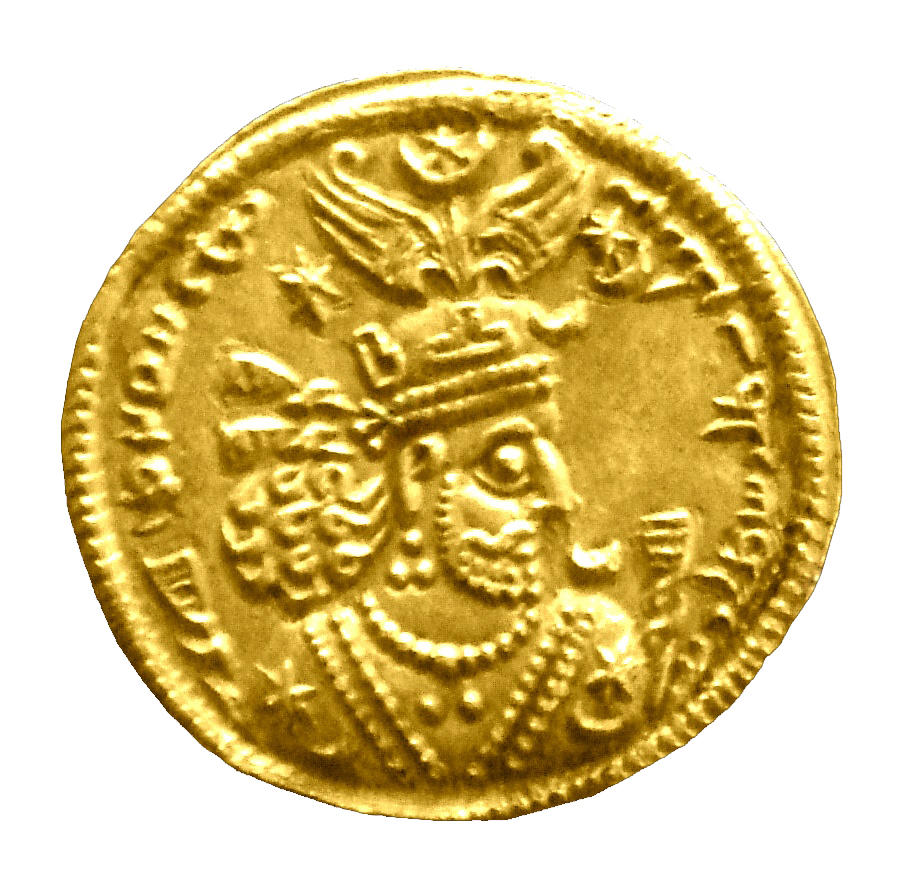
Guldmynt med Khusrov II:s bild.

Khusrov II Parvez, "den ständigt segerrike" (i äldre historieböcker används hans grekiska namn Chosroës), död 28 februari 628, var en sassanidisk kung i Persien och regerade mellan åren 590-628. Han var son till Hormazd IV och sonson till Khusrov I.
Khusrov låg efter 604 i ständigt krig med Östromerska riket och erövrade större delen av Mindre Asien, Damaskus och Jerusalem och uppnådde kort före sitt fall sin största territoriella utsträckning. Khusrov föll offer för en sammansvärjning inom adelspartiet, som satte hans son Kavadh II på tronen. Khusrov själv tillfångatogs och avrättades.